# Harold Elmer Anthony
Harold Elmer Anthony (* 5. April 1890 in Beaverton, Oregon; † 29. März 1970 in Paradise, Kalifornien) war ein US-amerikanischer Zoologe und Paläontologe. Er zählte zu den führenden Mammalogen seiner Zeit. Sein Forschungsschwerpunkt waren die Säugetiere der westlichen Hemisphäre.

## Leben und Wirken

### Studien- und Militärzeit
Harold Elmer Anthony war der Sohn des Ornithologen Alfred Webster Anthony (1865–1939) und seiner Frau Anabel Klink Anthony. Nach seiner Schulzeit in Portland, Oregon studierte er zwischen 1910 und 1911 an der Pacific University in Forest Grove, Oregon. 1915 graduierte er zum Bachelor of Science an der Columbia University. Während des Ersten Weltkrieges trat er in Plattsburgh, New York in die Armee ein. Ende 1917 erhielt er den Rang eines Oberleutnants der Feldartillerie. 1918 wurde er zum Hauptmann befördert. Nach einem Einsatz in Frankreich im Sommer 1918 beendete er im März 1919 seine Armeelaufbahn. 1920 graduierte Anthony zum Master of Arts und 1934 promovierte er zum Doktor der Wissenschaften an der Pacific University. 1922 heiratete er Margaret Feldt, mit der er zwei Kinder hatte.

### Forschungsarbeit
Im Frühjahr 1910 unternahm Anthony in Zusammenarbeit mit dem American Museum of Natural History eine Exkursion nach Niederkalifornien zur Erforschung der Albatrosse. Im Mai 1910 war er für das Bureau of Biological Survey in North Dakota und Montana als Sammler tätig. Im September 1911 wurde er Mitarbeiter am American Museum of Natural History. Von 1919 bis 1926 war er Assistenzkurator und von 1926 bis 1958 war er Kurator der Säugetierabteilung. Von 1942 bis 1958 war er Leiter dieser Abteilung und von 1952 bis 1958 stellvertretender Direktor des American Museum of Natural History. Von 1953 bis 1956 war er Ehrenkurator in der Abteilung für Naturschutz und allgemeiner Ökologie. Von 1942 bis 1947, von 1951 bis 1952 und von 1955 bis 1956 war er der Vorstandsvorsitzende der wissenschaftlichen Belegschaft. Von 1958 bis 1966 war er Kurator am Frick Laboratory.
Von 1910 bis 1936 leitete Anthony viele Expeditionen nach Süd- und Mittelamerika sowie in die Karibik. Während dieser Forschungsarbeit trug er zahlreiches fossiles und subfossiles Material zusammen, mit dem die Sammlung des American Museum of Natural History erheblich erweitert wurde. Von November 1938 bis April 1939 wirkte er an der Vernay-Cutting-Expedition ins nördliche Burma mit.
Zwischen 1913 und 1927 verfasste Anthony über 50 wissenschaftliche Papiere zu den Bereichen Mammalogie und Paläontologie, die hauptsächlich vom American Museum of Natural History veröffentlicht wurden. 1928 erschien Anthonys Standardwerk Field book of North American mammals; descriptions of every mammal known north of the Rio Grande, together with brief accounts of habits, geographical ranges, etc., das über 25 Jahre als eines führenden Bestimmungsbücher für die nordamerikanische Säugetierfauna galt. Von 1935 bis 1937 war er Präsident der American Society of Mammalogists.

## Dedikationsnamen
Zu den Tiertaxa, die nach Harold Elmer Anthony benannt wurden, zählen unter anderem Epipedobates anthonyi, Hypsugo anthonyi, Scolopax anthonyi, Caprimulgus anthonyi, Puma concolor anthonyi (invalides Taxon), Stenoderma rufum anthonyi und Artibeus anthonyi.

## Werke (Auswahl)
- Mammals of Puerto Rico: Living and extinct, 1925–1926 (2 Bände)
- Field book of North American mammals; descriptions of every mammal known north of the Rio Grande, together with brief accounts of habits, geographical ranges, etc., 1928
- The capture and preservation of small mammals for study (Guide leaflet – ; no. 61). New York, American Museum of Natural History, 1931.
- Animals of the world: Mammals of America, Mammals of other lands., 1941